# Boot Yer Butt
Boot Yer Butt è un cofanetto pubblicato dalla Bright Midnight Archives per la band The Doors, ed è composto da canzoni registrate durante i concerti e contiene materiale solo ed esclusivamente Bootlegs. Il materiale proposto è molto vasto ci sono anche le ultime registrazioni live dei 4 insieme a Dallas nel 1970 mentre la confezione e i cd con libretti sono ben curati ma la qualità delle incisioni essendo registrate dal pubblico lasciano molto a desiderare.
La tiratura del cofanetto è di soli 5000 pezzi.

## Tracce

### Disco 1
1. Bootlegger's Chat (Sam Houston Coliseum 1968-07-10) 0:25
2. Announcer Intro (Sam Houston Coliseum 1968-07-10) 0:09
3. Moonlight Drive (Avalon Ballroom 1967-03-04) 7:00
4. Back Door Man (Avalon Ballroom 1967-03-04)(Burnett, Dixon) 5:33
5. Break On Through (To The Other Side) (Continental Ballroom 1967-07-06) 5:55
6. Light My Fire (The Family Dog 1967-09-30) 8:38
7. People Are Strange (Danbury High School 1967-10-11) 2:30
8. Alabama Song (Whiskey Bar) (Swing Auditorium 1967-12-16)(Brecht, Weill) 3:30
9. Close To You (Winterland Arena 1967-12-26)(Dixon) 2:39
10. I'm A Man (Winterland Arena 1967-12-26) (Bo Diddley) 7:01
11. Love Me Two Times (Back Bay Theatre 1968-03-17) 3:16
12. Soul Kitchen (Chicago Coliseum 1968-05-10) 7:38
13. The WASP (Texas Radio & The Big Beat) / Hello, I Love You (Dallas Memorial Auditorium 1968-07-09) 3:45
14. Money (Dallas Memorial Auditorium 1968-07-09) 3:19
15. When The Music's Over (Sam Houston Coliseum 1968-07-10) 14:58

### Disco 2
1. Never Before In Public (Singer Bowl 1968-08-02) 0:13
2. Wild Child (Singer Bowl 1968-08-02) 2:44
3. Gonna Have A Real Good Time (Rap) (Cleveland Public Auditorium 1968-08-03) 0:15
4. Spanish Caravan (Philadelphia Arena 1968-08-04) 2:59
5. Five To One (The Roundhouse 1968-09-07) 5:18
6. The Unknown Soldier (Kongresshalle 1968-09-14) 4:44
7. Vince Treanor's Announcement (Concertgebouw 1968-09-15) 0:37
8. Break On Through (To The Other Side) (Concertgebouw 1968-09-15) 5:38
9. Little Red Rooster (Minneapolis Concert Hall 1968-11-10) 6:55
10. Wild Child (Minneapolis Concert Hall 1968-11-10) 2:56
11. Love Me Two Times (Minneapolis Concert Hall 1968-11-10) 12:10
12. Touch Me (L.A. Forum 1968-12-14) 3:43
13. The Celebration Of The Lizard (L.A. Forum 1968-12-14) 13:53
14. The Soft Parade (Madison Square Garden 1969-01-24) 7:40
15. Tell All The People (Madison Square Garden 1969-01-24) 3:24
16. Who Scared You (Madison Square Garden 1969-01-24) 4:25
17. Does Anybody Have A Cigarette? (Madison Square Garden 1969-01-24) 0:54

### Disco 3
1. Back Door Man (Madison Square Garden 1969-01-24)(Dixon) 8:35
2. Five To One (Madison Square Garden 1969-01-24) 5:27
3. Forget This Is The Square Garden (Rap) (Madison Square Garden 1969-01-24) 0:51
4. Hitler Poem (Madison Square Garden 1969-01-24) 1:00
5. I'm Talkin' About Having A Good Time (Rap) (Dinner Key Auditorium 1969-03-01) 1:47
6. No Limits, No Laws (Rap) (Dinner Key Auditorium 1969-03-01) 1:15
7. The Crystal Ship (Varsity Stadium 1969-09-13) 2:52
8. Carol (Winterland Arena 1970-02-06)(Chuck Berry) 1:45
9. Rock Me (Winterland Arena 1970-02-06) 6:24
10. The Spy (Long Beach Sports Arena 1970-02-07) 5:31
11. Is There Any Left (Rap) (Long Beach Sports Arena 1970-02-07) 0:56
12. Blue Sunday (Long Beach Sports Arena 1970-02-07) 2:00
13. Petition The Lord With Prayer / Maggie M'Gill (Long Beach Sports Arena 1970-02-07) 8:20
14. Will The Circle Be Unbroken (Chicago Auditorium Theatre 1970-02-15) 1:34
15. Roadhouse Blues (Honolulu Convention Center 1970-04-18) 5:03
16. Peace Frog (Honolulu Convention Center 1970-04-18) 3:39
17. Mystery Train (Honolulu Convention Center 1970-04-18) 13:48

### Disco 4
1. Light My Fire (Honolulu Convention Center 1970-04-18) 20:59
2. Love Her Madly (State Fair Music Hall 1970-12-11) 10:20
3. Ship Of Fools (State Fair Music Hall 1970-12-11) 8:30
4. The Changeling (State Fair Music Hall 1970-12-11) 5:07
5. L.A. Woman (State Fair Music Hall 1970-12-11) 16:06
6. The End (Singer Bowl 1968-08-02) 17:01
7. Announcer Outro (Cleveland Public Auditorium 1968-08-03) 1:27

## Formazione
- Jim Morrison - voce
- Robert Krieger - chitarra
- Ray Manzarek - organo, pianoforte, tastiere, basso e voce in "Close To You"
- John Densmore - batteria